# Робардс, Сэм
Сэм Придо́ Ро́бардс (англ. Sam Prideaux Robards, род. 16 декабря 1961, Нью-Йорк) — американский актёр.

## Ранняя жизнь и образование
Сэм Робардс родился в Нью-Йорке в семье актёра Джейсона Робардса и актрисы Лорен Бэколл. Он окончил Колледж Сары Лоуренс. Осенью 1980 года Робардс посещал Театральный центр Юджина О’Нила.

## Карьера
Он начал свою актёрскую карьеру в 1980 году в офф-бродвейской постановке «Альбома», а его дебют в художественном кино состоялся в фильме Пола Мазурски «Буря» в 1982 году.
Робардс появился вместе со своим отцом в фильме «Яркие огни, большой город» 1988 года, который является их единственной совместной работой (Джнйсон Робардс умер в 2000 году). Вместе с матерью он снялся в фильме Роберта Олтмена «Высокая мода» 1993 года. Он исполнил роль Гарольда Росса, первого редактора The New Yorker, в биографическом фильме Алана Рудольфа о Дороти Паркер «Миссис Паркер и порочный круг» 1994 года. Его имя появилось в титрах таких фильмов, как «Фанданго», «Военные потери», «Красота по-американски», «Искусственный разум», «Жизнь как дом», «На другой стороне» и «Домашняя работа».
В 2002 году Робардс был номинирован на премию «Тони» за лучшую мужскую роль в бродвейской постановке пьесы Артура Миллера «Человек, которому так везло». В июле 2008 года Робардс начал играть роль Ричарда Ханнея в нью-йоркской постановке пьесы «39 шагов».
На телевидении Робардс играл второстепенные роли в телесериалах «Смена образа жизни», «Спин-Сити», «Западное крыло», «Закон и порядок», «Закон и порядок: Преступное намерение», «Секс в большом городе», «За гранью возможного», «Следствие по телу», «Сплетница» и «Тримей». В телесериале «Социопат» он сыграл одну из главных ролей.

## Личная жизнь
Робардс женился на актрисе Сьюзи Эмис в 1984 году, после того, как они вместе снимались в фильме «Фанданго» с Кевином Костнером. В апреле 1990 года у супругов родился сын Джаспер, а 1994 году они развелись. В 1997 году Робардс женился на датской модели Сидсель Дженсен. У пары есть два сына.